# Demstrup (Silkeborg Kommune)
 For alternative betydninger, se Demstrup. (Se også artikler, som begynder med Demstrup)
Demstrup er en landsby i Midtjylland med 268 indbyggere  (2024). Demstrup er beliggende nær Sjørslev 15 kilometer syd for Viborg, fem kilometer nord for Kjellerup og 20 kilometer nordvest for Silkeborg. Byen hører til Silkeborg Kommune og er beliggende i Region Midtjylland.
Landsbyen hører til Sjørslev Sogn.